# Composizioni di Aleksandr Konstantinovič Glazunov

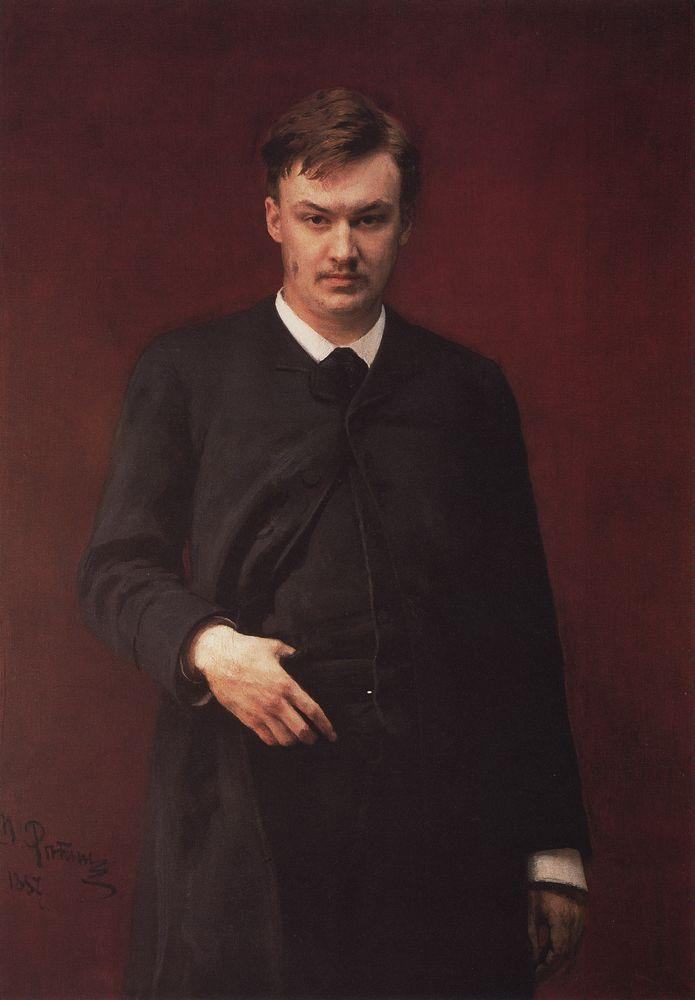
Aleksandr Glazunov ritratto da Il'ja Repin

Lista delle composizioni di Aleksandr Konstantinovič Glazunov (1865-1936), ordinate per genere.

## Balletti
| Opus | Titolo           | Periodo | Note                                                                           |
| ---- | ---------------- | ------- | ------------------------------------------------------------------------------ |
| 57   | Rajmonda         | 1896-97 | Glazunov ne ricavò anche una suite, op. 57a.                                   |
| 61   | La serva padrona | 1898    | Conosciuto anche con il titolo in francese di Ruses d'amour (Trucchi d'amore). |
| 67   | Le stagioni      | 1900    |                                                                                |

## Opere orchestrali
| Opus | Titolo | Periodo                                                | Note                                                                             |
| ---- | --- | ------------------------------------------------------ | -------------------------------------------------------------------------------- |
| 3    | Ouverture n. 1 su tre temi greci                                                                                          | 1881-84                                                |                                                                                  |
| 5    | Sinfonia n. 1 Slava | 1881, 1885 (prima revisione), 1929 (seconda revisione) |                                                                                  |
| 6    | Ouverture n. 2 su tre temi greci                                                                                          | 1883                                                   |                                                                                  |
| 7    | Serenata per orchestra n. 1                                                                                               | 1883                                                   |                                                                                  |
| 8    | Alla memoria d'un eroe, elegia per orchestra                                                                              | 1885                                                   |                                                                                  |
| 9    | Suite caratteristica | 1884-87                                                |                                                                                  |
| 11   | Serenata per orchestra n. 2                                                                                               | 1884                                                   |                                                                                  |
|      | Idillio per corno ed archi                                                                                                | 1884                                                   |                                                                                  |
|      | Serenata n. 2 per corno ed archi                                                                                          | 1884                                                   |                                                                                  |
| 12   | Poème lyrique per orchestra                                                                                               | 1884-87                                                |                                                                                  |
| 13   | Stenka Razin, poema sinfonico                                                                                             | 1885                                                   |                                                                                  |
| 14   | Due pezzi per orchestra                                                                                                   | 1886                                                   | Il n.2 Rêverie orientale anche per clarinetto e quartetto d'archi.               |
| 16   | Sinfonia n. 2 | 1884-86                                                | Anche in arrangiamento per pianoforte a quattro mani.                            |
| 18   | Mazurka per orchestra | 1888                                                   |                                                                                  |
| 19   | La foresta, fantasia per orchestra                                                                                        | 1887                                                   |                                                                                  |
| 20   | Due pezzi per violoncello e orchestra                                                                                     | 1888                                                   |                                                                                  |
| 21   | Marcia nuziale per orchestra                                                                                              | 1889                                                   |                                                                                  |
| 28   | Il mare, fantasia per orchestra                                                                                           | 1889                                                   |                                                                                  |
| 29   | Rapsodia orientale per orchestra                                                                                          | 1889                                                   |                                                                                  |
|      | Fanfare per legni e percussioni                                                                                           | 1889                                                   | Per il giubileo d'argento di Nikolaj Rimskij-Korsakov, composte con Cezar' Kjui. |
|      | Marcia del diavolo per orchestra                                                                                          | 1889                                                   |                                                                                  |
| 30   | Il Cremlino, quadro sinfonico per orchestra                                                                               | 1890                                                   |                                                                                  |
| 33   | Sinfonia n. 3 | 1890                                                   |                                                                                  |
|      | Fanfare per il giubileo di Nikolaj Rimskij Korsakov per ottoni e percussioni                                              | 1890                                                   | Composte con Anatolij Ljadov.                                                    |
| 34   | La primavera, quadro musicale per orchestra                                                                               | 1891                                                   |                                                                                  |
| 40   | Marcia trionfale per orchestra e coro ad libitum                                                                          | 1892                                                   |                                                                                  |
| 45   | Carnevale, ouverture per orchestra                                                                                        | 1892                                                   |                                                                                  |
| 46   | Chopiniana, suite per orchestra                                                                                           | 1892                                                   |                                                                                  |
| 47   | Valzer da concerto n. 1 per orchestra                                                                                     | 1893                                                   |                                                                                  |
| 48   | Sinfonia n. 4 | 1893                                                   |                                                                                  |
| 50   | Corteo solenne per orchestra                                                                                              | 1894                                                   |                                                                                  |
| 51   | Valzer da concerto n. 2 per orchestra                                                                                     | 1894                                                   |                                                                                  |
| 52   | Scene da balletto per orchestra                                                                                           | 1894                                                   |                                                                                  |
| 53   | Dal buio alla luce, fantasia per orchestra                                                                                | 1894                                                   |                                                                                  |
| 55   | Sinfonia n. 5 | 1895                                                   |                                                                                  |
|      | Suite orientale, per orchestra                                                                                            | 1895                                                   |                                                                                  |
|      | Allegro vivo, per orchestra                                                                                               | 1895                                                   | Anche in arrangiamento per orchestra d'archi (1917).                             |
| 58   | Sinfonia n. 6 | 1896                                                   |                                                                                  |
| 68   | Pas de caractère per orchestra                                                                                            | 1899                                                   | Numero aggiuntivo per il balletto Rajmonda, op. 57.                              |
| 69   | Intermezzo romantico per orchestra                                                                                        | 1900                                                   |                                                                                  |
| 71   | Chant du ménestrel per violoncello e orchestra                                                                            | 1901                                                   |                                                                                  |
| 73   | Ouverture solenne per orchestra                                                                                           | 1900                                                   |                                                                                  |
| 76   | Marcia su un tema russo per orchestra                                                                                     | 1901                                                   |                                                                                  |
|      | Valzer lento per orchestra                                                                                                | 1901                                                   |                                                                                  |
| 77   | Sinfonia n. 7 Pastorale                                                                                                   | 1902                                                   |                                                                                  |
| 78   | Ballata per orchestra | 1902                                                   |                                                                                  |
| 79   | Dal Medioevo suite per orchestra                                                                                          | 1902                                                   |                                                                                  |
| 81   | Scena danzante per orchestra                                                                                              | 1904                                                   |                                                                                  |
| 82   | Concerto per violino e orchestra                                                                                          | 1904                                                   |                                                                                  |
| 83   | Sinfonia n. 8 | 1905                                                   |                                                                                  |
| 84   | Il canto del destino ouverture drammatica per orchestra                                                                   | 1908                                                   |                                                                                  |
| 85   | Due preludi per orchestra                                                                                                 | 1906-08                                                |                                                                                  |
| 86   | Fantasia russa, per orchestra di strumenti popolari russi                                                                 | 1906                                                   |                                                                                  |
|      | Processione festiva per orchestra                                                                                         | 1907                                                   |                                                                                  |
| 87   | Alla memoria di Gogol', prologo sinfonico per orchestra                                                                   | 1909                                                   |                                                                                  |
| 88   | Fantasia finlandese per orchestra                                                                                         | 1909                                                   |                                                                                  |
| 89   | Schizzi finlandesi per orchestra                                                                                          | 1912                                                   |                                                                                  |
| 90   | Introduzione e danza di Salomè                                                                                            | 1908                                                   | Musica di scena per la tragedia di Oscar Wilde Salomè.                           |
| 91   | Cortège solennel per orchestra                                                                                            | 1909                                                   |                                                                                  |
|      | Petite suite de ballet per orchestra                                                                                      | 1910                                                   |                                                                                  |
|      | Sinfonia n. 9 | 1910                                                   | Solo il primo movimento incompleto.                                              |
| 92   | Concerto per pianoforte e orchestra n. 1                                                                                  | 1910-11                                                |                                                                                  |
|      | Danza orientale per orchestra                                                                                             | 1911                                                   |                                                                                  |
| 95   | Il re dei Giudei | 1913                                                   | Musica di scena per il dramma di Konstantin Romanov.                             |
| 96   | Parafrasi sugli inni delle potenze alleate russa, serba, montenegrina, francese, inglese, belga, giapponese per orchestra | 1914-15                                                |                                                                                  |
| 97   | Tema e variazioni per orchestra d'archi                                                                                   | 1895                                                   | Anche in arrangiamento per quartetto d'archi.                                    |
| 99   | Leggenda careliana per orchestra                                                                                          | 1916                                                   |                                                                                  |
| 100  | Concerto per pianoforte e orchestra n. 2                                                                                  | 1917                                                   |                                                                                  |
| 108  | Concerto Ballata per violoncello e orchestra                                                                              | 1931                                                   |                                                                                  |
| 109  | Concerto per sassofono contralto e orchestra d'archi                                                                      | 1932                                                   |                                                                                  |
|      | Poème épique per orchestra                                                                                                | 1933-34                                                |                                                                                  |

## Musica da camera
| Opus   | Titolo                                                                          | Periodo | Note |
| ------ | ------------------------------------------------------------------------------- | ------- | --- |
|        | Cinque pezzi per quartetto d'archi                                              | 1879-81 | |
| 1      | Quartetto per archi n. 1                                                        | 1882    | |
| 10     | Quartetto per archi n. 2                                                        | 1884    | |
| 15     | Cinque Novellettes per quartetto d'archi                                        | 1886    | |
|        | Finale del quartetto per archi sul tema B-la-F                                  | 1886    | Contributo a un lavoro collaborativo con Nikolaj Rimskij-Korsakov, Anatolij Ljadov e Aleksandr Borodin. |
| 17     | Elegia per violoncello e pianoforte                                             | 1887    | |
| 24     | Rêverie per corno e pianoforte                                                  | 1890    | Anche in arrangiamento per corno e orchestra. |
| 26     | Quartetto per archi n. 3 Slavo                                                  | 1888    | Dal quarto movimento ricavò Festa slava, schizzo sinfonico per orchestra, op. 26a. |
|        | Славильщики (I cantori di Natale) per quartetto d'archi                         | 1888    | Contributo al lavoro collaborativo Имянины (Onomastici) con Anatolij Ljadov e Nikolaj Rimskij-Korsakov. |
|        | Due movimenti per quartetto d'archi                                             | 1888-89 | |
| 32     | Meditazione per violino e pianoforte                                            | 1891    | |
| 35     | Suite per quartetto d'archi                                                     | 1887-91 | |
| 38     | In modo religioso quartetto per tromba, corno, trombone tenore e trombone basso | 1892    | |
| 39     | Quintetto per due violini, viola e due violoncelli                              | 1891-92 | |
| 44     | Elegia per viola e pianoforte                                                   | 1893    | |
| 64     | Quartetto per archi n. 4                                                        | 1894    | |
| 70     | Quartetto per archi n. 5                                                        | 1898    | |
|        | Preludio e fuga per quartetto d'archi                                           | 1898-99 | Pubblicato su Les vendredis, raccolta di pezzi per quartetto d'archi, volume I, n. 1. |
|        | Variazione n. 3 delle Variazioni su un tema russo per quartetto d'archi         | 1899    | Contributo a un lavoro collaborativo con Nikolaj Arcybušev, Aleksandr Skrjabin, Nikolaj Rimskij-Korsakov, Anatolij Ljadov, Jāzeps Vītols, Feliks Blumenfel'd, Viktor Eval'd, Aleksandr Vinkler, Nikolaj Sokolov. |
|        | Foglio d'album per tromba e pianoforte                                          | 1899    | |
| 100A/B | Mazurka-oberek per violino e pianoforte                                         | 1917    | Anche in arrangiamento per violino e orchestra. |
| 105    | Elegia per quartetto d'archi                                                    | 1928    | |
| 106    | Quartetto per archi n. 6                                                        | 1921    | |
| 107    | Quartetto per archi n. 7                                                        | 1930    | |
| 109    | Quartetto per sassofoni                                                         | 1932    | |
|        | Melodia araba per violoncello e pianoforte                                      | ?       | |
|        | Dieci duetti                                                                    | ?       | Per due clarinetti o per clarinetto e pianoforte. |

## Opere per pianoforte e strumenti a tastiera
Le composizioni sono per pianoforte solo, se non indicato diversamente.
| Opus | Titolo                                                           | Periodo | Note |
| ---- | ---------------------------------------------------------------- | ------- | --- |
| 2    | Suite sul nome Saša                                              | 1883    | |
|      | Miniatura                                                        | 1883    | |
| 22   | Due pezzi                                                        | 1889    | |
| 23   | Valzer sul tema Sabela                                           | 1890    | |
| 25   | Un preludio e due mazurche                                       | 1888    | |
| 31   | Tre studi                                                        | 1889-91 | |
| 36   | Piccolo valzer                                                   | 1892    | |
| 37   | Notturno                                                         | 1889    | |
| 41   | Grande valzer da concerto                                        | 1889    | |
|      | Шутка (Scherzo), quadriglia per pianoforte a quattro mani        | 1890    | Composto con Anatolij Ljadov ed altri. |
| 42   | Tre miniature                                                    | 1893    | |
| 43   | Valzer da salone                                                 | 1893    | |
|      | Valzer miniatura                                                 | 1893    | |
| 49   | Tre pezzi                                                        | 1894    | |
| 54   | Due improvvisi                                                   | 1895    | |
|      | Madrigale per due pianoforti                                     | 1895    | |
|      | Improvviso n. 4                                                  | 1896    | Contributo al lavoro collaborativo Quattro improvvisi con Sergej Taneev, Sergej Rachmaninov e Anton Arenskij.                                              |
| 62   | Preludio e fuga                                                  | 1899    | |
|      | Variazione n. 8 delle Variazioni su un tema russo per pianoforte | 1899    | Contributo a un lavoro collaborativo con Nikolaj Rimskij-Korsakov, Aleksandr Vinkler, Feliks Blumenfel'd, Nikolaj Sokolov, Jāzeps Vītols, Anatolij Ljadov. |
| 72   | Tema e variazioni                                                | 1900    | |
|      | Piccola gavotta                                                  | 1900    | |
|      | Gagliarde e Mazurka                                              | 1900    | |
| 74   | Sonata per pianoforte n. 1                                       | 1901    | |
| 75   | Sonata per pianoforte n. 2                                       | 1901    | |
|      | Variazioni su un tema russo                                      | 1901    | |
| 93   | Preludio e fuga per organo                                       | 1906-07 | |
|      | Processione per pianoforte a quattro mani                        | 1907    | Per il compleanno di Nikolaj Rimskij-Korsakov. |
| 98   | Preludio e fuga per organo                                       | 1914    | |
|      | Due poemi-improvvisazioni                                        | 1917-18 | |
| 101  | Quattro preludi e fughe                                          | 1918-23 | |
| 103  | Idillio                                                          | 1926    | |
| 104  | Fantasia per due pianoforti                                      | 1920    | |
|      | Preludio e fuga                                                  | 1926    | Anche in arrangiamento per organo (1929). |
|      | Fantasia per due pianoforti                                      | 1929-30 | |
| 110  | Fantasia per organo                                              | 1934-35 | |
|      | Fantasia per organo                                              | 1934-35 | |
|      | Minuetto                                                         | ?       | Composto con Anton Arenskij e altri. |

## Canzoni
Tutte le composizioni sono per voce e pianoforte, se non indicato diversamente.
| Opus | Titolo | Periodo  | Testo | Note                                                        |
| ---- | --- | -------- | --- | ----------------------------------------------------------- |
| 4    | Cinque romanze 1 К груди твоей белоснежнной (Al tuo seno bianco come la neve) 2 Соловей (L'usignolo) 3 Когда гляжу тебе в глаза (Quando ti guardo negli occhi) 4 Арабская мелодия (Melodia araba) 5 Испанская песня (Canzone spagnola)                                        | 1882-85  | Heinrich Heine Aleksej Kol'cov Heinrich Heine Canto popolare arabo Canto popolare spagnolo                                                               |                                                             |
|      | Processione dedicata a V. V. Stasov | 1883     | |                                                             |
|      | Из Гафиза: "Не пленяя бранной славой" (Da Hafiz: "Non lasciarti attrarre dalla gloria bellicosa") | 1888     | Aleksandr Puškin |                                                             |
| 27   | Due romanze | 1888-90  | Aleksandr Puškin | Anche in arrangiamento per voce e orchestra come op. 27bis. |
|      | Красавица (La bella) | 1888-90? | Aleksandr Puškin |                                                             |
|      | Romanza | 1891     | Aleksandr Puškin |                                                             |
|      | Canto d'orgoglio | 1892     | |                                                             |
| 59   | Sei romanze 1 Муза (La musa) 2 Мы жили у подножия холмов (Vivevamo ai piedi dei colli) 3 Когда твои глаза (Quando i tuoi occhi) 4 Если хочешь любить (Se vuoi amare) 5 Делия (Delija) 6 Всё серебряное небо (Tutto il cielo d'argento)                                        | 1898     | Aleksandr Puškin Apollon Korifinskij da Francesco Petrarca Apollon Korifinskij da Francesco Petrarca Apollon Korifinskij Aleksandr Puškin Apollon Majkov |                                                             |
| 60   | Sei romanze 1 Застольная песня (Canzone da osteria) 2 Желание (Desiderio) 3 Нереида (Una Nereide) 4 Сновидение (Visione in sogno) 5 Жизнь ещё передо мною (Ho ancora la vita davanti) 6 Близ мест, где царствует Венеция златая (Vicino ai luoghi, dove regna Venezia dorata) | 1898     | Aleksandr Puškin Apollon Majkov Aleksandr Puškin |                                                             |
| 80   | Эх ты, песня (Eh tu, canzone) | 1904     | P. Severskij | Per soprano, contralto e pianoforte.                        |
| 102  | Романс Нины (Romanza di Nina) | 1916     | Michail Lermontov | Per voce e orchestra.                                       |
|      | Зову я смерт (Invoco la morte) | ?        | William Shakespeare |                                                             |
|      | Песни мои ядовтиы (Le mie canzoni sono velenose) | ?        | Nikolaj Dobroljubov |                                                             |
|      | Romanza spagnola | ?        | Aleksandr Puškin |                                                             |
|      | Душно! Без счастья и воли (Soffocante! Senza felicità e volontà) | ?        | Nikolaj Nekrasov |                                                             |
|      | Слышу ли голос твой (Sento la tua voce) | ?        | Michail Lermontov |                                                             |

## Opere per coro
| Opus | Titolo | Periodo | Testo                                     | Note                          |
| ---- | --- | ------- | ----------------------------------------- | ----------------------------- |
| 56   | Cantata per l'incoronazione, per voci soliste, coro e orchestra                                                                                                | 1896    | Viktor Krylov                             |                               |
| 63   | Cantata solenne per la celebrazione del centenario della fondazione dell'Istituto Pavlosk, per soprano, contralto, coro femminile e due pianoforti a otto mani | 1898    | Konstantin Slučevskij                     |                               |
| 65   | Cantata solenne per il centenario della nascita di A. S. Puškin, per mezzosoprano, tenore, coro e orchestra                                                    | 1899    | Konstantin Romanov                        |                               |
| 66   | Inno a Puškin, per coro femminile e pianoforte | 1899    |                                           |                               |
|      | Здравица (Un brindisi), per coro | 1903    |                                           |                               |
|      | Cantata in memoria di M. Antokolskij | 1903    |                                           | Composta con Anatolij Ljadov. |
| 94   | Любовь (Amore), per coro | 1907    |                                           |                               |
| 97   | Эй ухнем (Ehi, lanciamo un grido), per coro e orchestra | 1905    | Canto popolare.                           |                               |
|      | Inno per coro maschile ed orchestra | 1906    | Nikolaj Sokolov                           |                               |
|      | Preludio-Cantata per il cinquantesimo anniversario del conservatorio di San Pietroburgo per coro e orchestra                                                   | 1912    |                                           |                               |
|      | Cantata in memoria di M. Skobelev per coro e orchestra | 1914    |                                           |                               |
|      | Не велят Маше за реченьку ходит (Non è permesso a Maša attraversare il fiume), per coro e orchestra                                                            | 1916    | Arrangiamento di un canto popolare.       |                               |
|      | Вниз по матушке по Волге (Giù per la madre Volga), per coro | 1921    | Arrangiamento di un canto popolare russo. |                               |